# Gyrinops decipiens
Gyrinops decipiens är en tibastväxtart som beskrevs av Ding Hou. Gyrinops decipiens ingår i släktet Gyrinops och familjen tibastväxter. Inga underarter finns listade i Catalogue of Life.